# Выдерка (приток Снежи)
Выдерка — река в России, протекает в Волотовском и Старорусском районах Новгородской области.
Река вытекает из болота Подломный мох в Волотовском районе, однако, большая часть русла и всеп населённые пункта по берегам реки расположены в Старорусском районе. Устье реки находится в 7,5 км по левому берегу реки Снежа между деревнями Сусолово и Старина. Длина реки составляет 27 км. Площадь водосборного бассейна — 55,2 км².
Высота устья — 22 м над уровнем моря. Высота истока — 71 м над уровнем моря.
Река дважды пересекает автодорогу Р48 Сольцы—Старая Русса—Демянск—Яжелбицы.
На реке в Старорусском районе стоят деревни Бортниково, Пестово, Вячково, Выдерка, Харушино, Дедково, Старина и Суслово(Сусолово) Великосельского сельского поселения.

## Данные водного реестра
По данным государственного водного реестра России относится к Балтийскому бассейновому округу, водохозяйственный участок реки — Ловать и Пола, речной подбассейн реки — Волхов. Относится к речному бассейну реки Нева (включая бассейны рек Онежского и Ладожского озера).
Код объекта в государственном водном реестре — 01040200312102000024053.